# فینال جام اتحادیه فوتبال انگلستان ۱۹۷۸
فینال جام اتحادیه فوتبال انگلستان ۱۹۷۸، رقابت پایانی جام اتحادیه فوتبال انگلستان در سال ۱۹۷۸ میلادی است که مابین دو تیم باشگاه فوتبال ناتینگهام فارست و باشگاه فوتبال لیورپول برگزار شده‌است.
این مسابقه که در تاریخ ۱۸ مارس ۱۹۷۸ انجام شده‌است با نتیجه ۰ بر ۰ به پایان رسید.
در بازی تکراری که در ۲۲ مارس ۱۹۷۸ برگزار شد باشگاه فوتبال ناتینگهام فارست با نتیجه یک بر صفر به پیروزی رسید